# Kolędowo
Kolędowo – album polskiego zespołu Hołd, nagrany został w IGM Studio. Na płycie znajdują się tradycyjne polskie kolędy w wykonaniu tego zespołu. Sam Hołd o tej płycie mówi "Myślą przewodnią tej płyty było zaaranżowanie kolęd tak, żeby brzmiały nowocześnie, trochę po naszemu, ale nie profanowały treści, które niosą".

## Lista utworów
1. "Przybieżeli do Betlejem"
2. "Cicha noc"
3. "Lulajże, Jezuniu"
4. "W żłobie leży"
5. "Jezus malusieńki"
6. "Oj, maluśki"

## Autorzy
- Judyta Wenda – wokal
- Urszula Wiśniewska – skrzypce
- Jacek Owczarz – gitara
- Jakub Słupski – gitara, śpiew, klawisze
- Patryk Falgowski – gitara basowa
- Patryk Miziuła – perkusja